# Milan Hodža
Milan Hodža (1 de fevereiro de 1878, Sučany, Áustria-Hungria (atual Eslováquia) — 27 de junho de 1944, Clearwater, Flórida, Estados Unidos) foi um importante político e jornalista eslovaco, servindo entre 1935 e 1938 como primeiro-ministro da Checoslováquia e em dezembro de 1935 como presidente da Checoslováquia ad interim.
Como um defensor da integração regional, ele ficou famoso por suas tentativas de estabelecer uma federação democrática de Estados da Europa Central.
Foi pai de Fedor Hodža (um político) e sobrinho de Michal Miloslav Hodža (um político e poeta, importante líder da revolta de 1848).